# Фінн Сурман
Фінн Сурман (англ. Finn Surman, нар. 23 вересня 2003, Крайстчерч) — новозеландський футболіст, центральний захисник клубу «Веллінгтон Фенікс» і національної збірної Нової Зеландії.

## Клубна кар'єра
Народився 23 вересня 2003 року в Крайстчерчі. Вихованець юнацьких команд футбольних клубів «Селвін Юнайтед» та «Веллінгтон Фенікс».
У дорослому футболі дебютував 2020 року виступами за резервну команду «Веллінгтон Фенікс» в новозеландській першості. 
З 2022 року почав паралельно залучатися до основного складу «Веллінгтон Фенікс», який змагається у чемпіонаті Австралії.

## Виступи за збірні
Протягом 2022–2023 років залучався до складу молодіжної збірної Нової Зеландії. На молодіжному рівні зіграв у 8 офіційних матчах.
2023 року дебютував в офіційних матчах у складі національної збірної Нової Зеландії. У складі збірної був учасником кубка націй ОФК 2024 року у Фіджі і Вануату.
2024 року був включений до заявки олімпійської збірної Нової Зеландії для участі у футбольному турнірі на тогорічних Олімпійських іграх у Парижі. Виходив на поле в усіх трьох іграх своєї команди, яка не подолала груповий етап турніру.
| Дата       | Місто     | Господарі     | Результат | Гості              | Турнір               | Голи | Примітки |
| ---------- | --------- | ------------- | --------- | ------------------ | -------------------- | ---- | -------- |
| 17-11-2023 | Афіни     | Греція        | 2 – 0     | Нова Зеландія      | товариський матч     | -    | 83'      |
| 18-6-2024  | Порт-Віла | Нова Зеландія | 3 – 0     | Соломонові Острови | Кубок націй ОФК 2024 | -    |          |
| 21-6-2024  | Порт-Віла | Вануату       | 0 – 4     | Нова Зеландія      | Кубок націй ОФК 2024 | -    | 23' 73'  |
| 27-6-2024  | Порт-Віла | Нова Зеландія | 5 – 0     | Таїті              | Кубок націй ОФК 2024 | 1    |          |
| 30-6-2024  | Порт-Віла | Нова Зеландія | 3 – 0     | Вануату            | Кубок націй ОФК 2024 | -    |          |
| Усього     |           | Матчів        | 5         |                    | Голів                | 1    |          |